# Altiplà de Mato Grosso
L'Altiplà del Mato Grosso (Planalto do Mato Grosso) és un altiplà en el Brasil central ocupant la major part de l'estat de Mato Grosso. Es tracta d'un altiplà d'erosió antiga que s'estén des de la frontera de l'Estat de Goiás cap a l'oest fins a la Serra dos Parecis, que és prop de la frontera boliviana. Al sud, dona pas a les planes d'inundació anomenat Pantanal. L'altiplà de Mato Grosso és d'uns 1.640 msnm. L'altiplà és la llar dels pobles indígenes, com ara els Xavante.